# Jessie T. Usher
Jessie Thezeire Usher Jr. (ur. 29 lutego 1992 w Silver Spring) – amerykański aktor filmowy i telewizyjny. Zagrał w takich produkacjach jak Level Up, Survivor’s Remorse jako Cam Calloway i w serialu The Boys jako Reggie Franklin / Pośpieszny. Wystąpił również w filmach, m.in. w Dzień Niepodległości: Odrodzenie (2016), Shaft (2019) i Uśmiechnij się (2022).

## Wczesne życie i edukacja
Jessie Thezeire Usher Jr. urodził się jako drugie dziecko Jessie T. i Judith Usher w Silver Spring, Maryland. Usher zainteresował się aktorstwem w wieku pięciu lat, po tym jak jego siostra Jesstia wystąpiła w reklamie telewizyjnej. Jego pierwszą pracą aktorską była reklama Oscara Mayera. W 2003 roku rodzina przeniosła się do Los Angeles, aby pomóc Usherowi w dalszej karierze. Ukończył szkołę średnią w wieku 15 lat. Usher dołączył do Alpha Gamma Sigma i studiował sztuki kulinarne w lokalnym college'u.

## Kariera
Pierwszą profesjonalną pracą aktorską Ushera był występ w odcinku serialu CBS Bez śladu w 2005 roku. W 2007 roku pojawił się w jednym z odcinków oryginalnego serialu Disney Channel Hannah Montana. W 2011 roku Usher zagrał w filmie telewizyjnym Cartoon Network Level Up. Film dał początek serialowi telewizyjnemu, w którym Usher ponownie wcielił się w rolę Lyle'a Hugginsona, który trwał dwa sezony. Później udzielił głosu American Boy w filmie dokumentalnym Teenage z 2013 roku. W 2014 roku Usher pojawił się w filmie Gdy stawka jest wysoka. W marcu 2014 roku Usher zagrał główną rolę w filmie Survivor's Remorse, którego producentem wykonawczym jest gracz NBA LeBron James. Premiera serialu odbyła się w październiku 2014 r.
W 2016 wystąpił w filmie Dzień Niepodległości: Odrodzenie. Później tego samego roku Usher zagrał w komediodramacie o tematyce bożonarodzeniowej Prawie święta u boku Danny'ego Glovera i Kimberly Elise. W 2019 roku Usher zagrał główną rolę w kontynuacji filmu Shaft z 1971 roku, w którym wystąpił jako syn postaci Samuela L. Jacksona z filmu z 2000 roku i wnuk oryginalnego Shafta, granego przez Richarda Roundtree.
W styczniu 2018 roku ogłoszono, że Usher został obsadzony w roli A-Train w serialu Amazon Studios The Boys, opartym na komiksie Gartha Ennisa i Daricka Robertsona o tym samym tytule.
W kwietniu 2020 roku zagrał wraz z Camilą Mendes w filmie Netflix Groźne kłamstwa.
We wrześniu 2022 roku wystąpił w horrorze psychologicznym Uśmiechnij się.

## Życie prywatne
Jessie T. Usher ma córkę.

## Filmografia

### Filmy
| Rok  | Tytuł                                   | Rola                 | Uwagi                   |
| ---- | --------------------------------------- | -------------------- | ----------------------- |
| 2010 | Piękny chłopak                          | Nastoletni koszykarz |                         |
| 2013 | Inappropriate Comedy                    | Jamal                |                         |
| 2013 | Teenage                                 | Amerykański chłopak  | Głos; film dokumentalny |
| 2014 | Gdy stawka jest wysoka                  | Tayshon Lanear       |                         |
| 2016 | All Part of the Game: Part 1 Freethrows | Jay                  | krótki film             |
| 2016 | Dzień Niepodległości: Odrodzenie        | Dylan Hiller         |                         |
| 2016 | Prawie święta                           | Evan Meyers          |                         |
| 2018 | Ride                                    | James                |                         |
| 2018 | Stronghold                              | Lil Maniac           |                         |
| 2019 | Shaft                                   | John 'JJ' Shaft Jr.  |                         |
| 2020 | Bankier                                 | Tony Jackson         |                         |
| 2020 | Groźne kłamstwa                         | Adam Kettner         |                         |
| 2021 | Foki kontra rekiny                      | Quinn                | Głos                    |
| 2022 | Uśmiechnij się                          | Trevor               |                         |

### Telewizja
| Rok        | Tytuł                     | Rola                         | Uwagi                                                       |
| ---------- | ------------------------- | ---------------------------- | ----------------------------------------------------------- |
| 2005       | Bez śladu                 | Malcolm                      | Odcinek: "Neither Rain Nor Sleet"                           |
| 2007       | Hannah Montana            | Facet                        | Odcinek: "Cuffs Will Keep Us Together"                      |
| 2008       | Lincoln Heights           | Baby G                       | Odcinek: "Glass House"                                      |
| 2008       | Wzór                      | Bandyta                      | Odcinek: "Frienemies"                                       |
| 2009       | Mentalista                | Daniel Brown                 | Odcinek: "Red Rum"                                          |
| 2009       | Zabójcze umysły           | Daniel                       | Dwa odcinki                                                 |
| 2010       | Summer Camp               | R.J.                         | Film telewizyjny                                            |
| 2010       | G.I. Joe: Renegaci        | Ray                          | Głos, odcinek: "The Anomaly"                                |
| 2011-2013  | Level Up                  | Lyle Hugginson               | Główna rola                                                 |
| 2014-2017  | Survivor’s Remorse        | Cam Calloway                 | Główna rola                                                 |
| 2019-teraz | The Boys                  | Reggie Franklin / Pośpieszny | Główna rola, 24 odcinki                                     |
| 2020       | MacGyver                  | Vincent Broulee              | Odcinki: "Resort + Desi + Riley + Window Cleaner + Witness" |
| 2022       | Tales of the Walking Dead | Davon                        | Odcinek: "Davon"                                            |
| 2023       | Pokolenie V               | Reggie Franklin / Pośpieszny |                                                             |

### Online
| Rok  | Tytuł                                                | Rola                         | Uwagi                                                |
| ---- | ---------------------------------------------------- | ---------------------------- | ---------------------------------------------------- |
| 2021 | Vought News Network: Seven on 7 with Cameron Coleman | Reggie Franklin / Pośpieszny | Rola gościnna, serial internetowy promujący The Boys |